# Cooper K. Watson

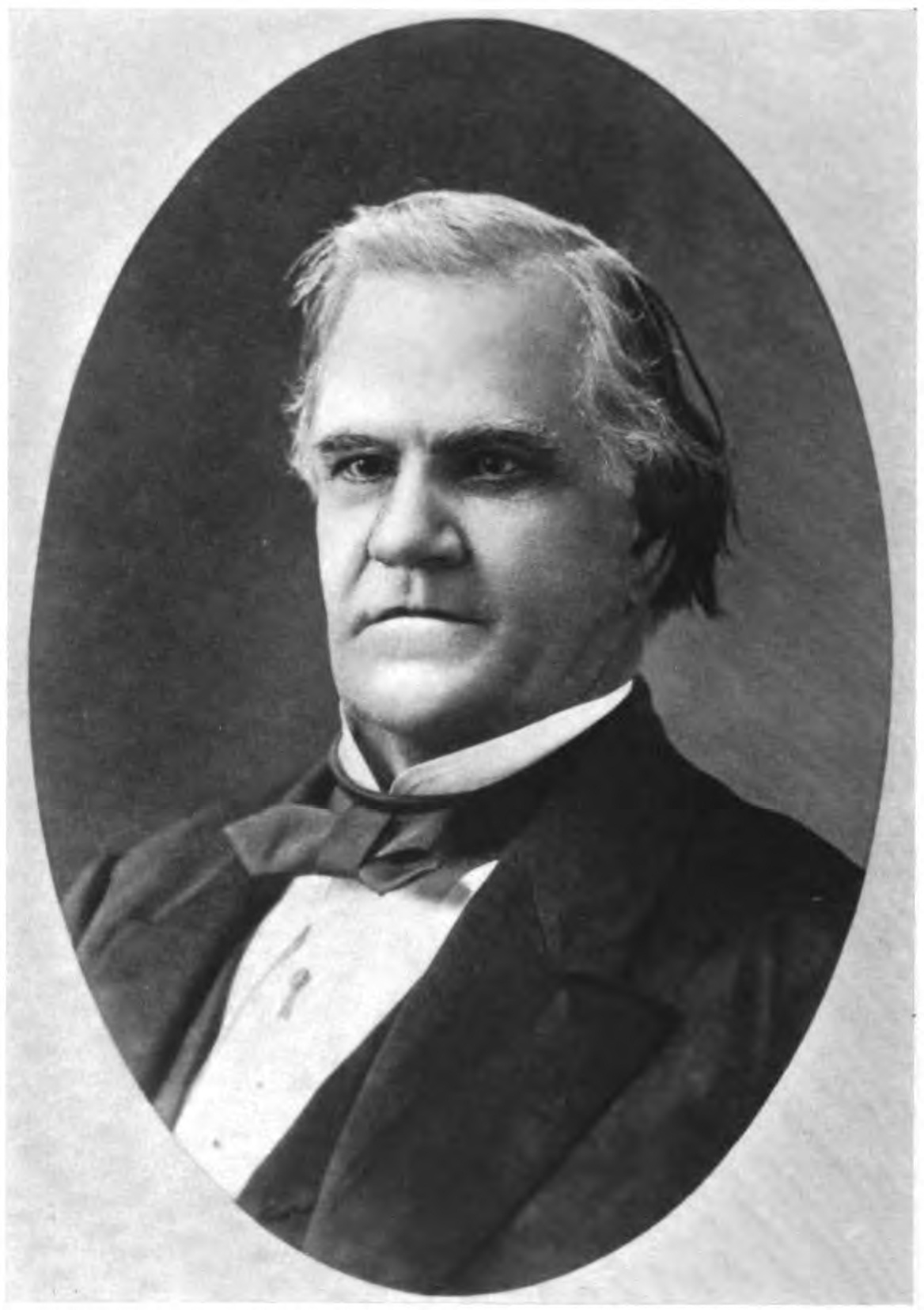
Cooper K. Watson

Cooper Kinderdine Watson (* 18. Juni 1810 im Jefferson County, Kentucky; † 20. Mai 1880 in Sandusky, Ohio) war ein US-amerikanischer Politiker. Zwischen 1855 und 1857 vertrat er den Bundesstaat Ohio im US-Repräsentantenhaus.

## Werdegang
Cooper Watson besuchte vorbereitende Schulen. Nach einem anschließenden Jurastudium und seiner Zulassung als Rechtsanwalt begann er in Delaware (Ohio) in diesem Beruf zu arbeiten. Später verlegte er seinen Wohnsitz und seine Kanzlei nach Marion. Im Jahr 1839 kandidierte er erfolglos als Staatsanwalt im Marion County. Anschließend zog er nach Tiffin, wo er über 20 Jahre lang als Anwalt praktizierte. In den 1850er Jahren schloss er sich der damals gegründeten Republikanischen Partei an.
Bei den Kongresswahlen des Jahres 1854 wurde Watson im neunten Wahlbezirk von Ohio in das US-Repräsentantenhaus in Washington, D.C. gewählt, wo er am 4. März 1855 die Nachfolge von Frederick W. Green antrat. Da er im Jahr 1856 nicht bestätigt wurde, konnte er bis zum 3. März 1857 nur eine Legislaturperiode im Kongress absolvieren. Diese war von den Ereignissen im Vorfeld des Bürgerkrieges geprägt.
Nach seiner Zeit im US-Repräsentantenhaus war Cooper Watson wieder als Rechtsanwalt tätig. Später zog er nach Sandusky. Im Jahr 1871 nahm er als Delegierter an einem Verfassungskonvent seines Staates teil. Von 1876 bis zu seinem Tod amtierte er als Berufungsrichter. Er starb am 20. Mai 1880 in Sandusky und wurde in Tiffin beigesetzt.